# Guillermo del Toro
Guillermo del Toro Gómez (n. 9 octombrie 1964, Guadalajara, Jalisco) este un regizor, producător, scenarist și romancier mexican. Este cunoscut în special pentru regia filmelor Blade II (2002), Labirintul lui Pan (2006), Hellboy (2004), Hellboy II: The Golden Army (2008) și Pacific Rim (2013).

## Colaborări frecvente
Scenariști
- Matthew Robbins (Mimic, Don't Be Afraid of the Dark, Crimson Peak)

Producători
- Bertha Navarro (Cronos, Under a Spell, The Devil's Backbone, I Murder Seriously, Chronicles, Pan's Labyrinth, Insignificant Things, Rage)
- Alfonso Cuarón (Chronicles, Pan's Labyrinth)
- Lawrence Gordon, Lloyd Levin and Mike Richardson (Hellboy, Hellboy II: The Golden Army)
- Jon Jashni and Thomas Tull (Pacific Rim, Crimson Peak)

Cameramani
- Guillermo Navarro (Cronos, The Devil's Backbone, Hellboy, Pan's Labyrinth, Hellboy II: The Golden Army, Pacific Rim)
- Dan Laustsen (Mimic, Crimson Peak)
- Gabriel Beristain (Blade II, The Strain)

Compozitori
- Javier Navarrete (The Devil's Backbone, Pan's Labyrinth)
- Marco Beltrami (Mimic, Blade II, Hellboy, Don't Be Afraid of the Dark)
- Fernando Velázquez (The Orphanage, Julia's Eyes, Mama, Crimson Peak)
- Ramin Djawadi (Pacific Rim, The Strain)

Actori
- Ron Perlman (Cronos, Blade II, Hellboy, Hellboy II: The Golden Army, Pacific Rim, Book of Life)
- Federico Luppi (Cronos, The Devil's Backbone, Pan's Labyrinth)
- Norman Reedus (Mimic, Blade II, Silent Hills)
- Doug Jones (Mimic, Hellboy, Pan's Labyrinth, Hellboy II: The Golden Army, The Strain, Crimson Peak)
- Fernando Tielve (The Devil's Backbone, Pan's Labyrinth)
- Íñigo Garcés (The Devil's Backbone, Pan's Labyrinth)
- Luke Goss (Blade II, Hellboy II: The Golden Army)
- Karel Roden (Blade II, Hellboy)
- Santiago Segura (Blade II, Hellboy, Hellboy II: The Golden Army, Pacific Rim)
- Ladislav Beran (Blade II, Hellboy)
- John Hurt (Hellboy, Hellboy II: The Golden Army, The Strain)
- Belén Rueda (The Orphanage, Julia's Eyes)
- Diego Luna (Rudo y Cursi, Book of Life)
- Jessica Chastain (Mama, Crimson Peak)
- Javier Botet (Mama, The Strain, Crimson Peak)
- Charlie Hunnam (Pacific Rim, Crimson Peak)
- Burn Gorman (Pacific Rim, Crimson Peak)
- Robert Maillet (Pacific Rim, The Strain)
- Leslie Hope (The Strain, Crimson Peak)

## Filmografie
| An   | Titlu                                                              | Regizor | Scenarist | Producător | Producător executiv | Note                               |
| ---- | ------------------------------------------------------------------ | ------- | --------- | ---------- | ------------------- | ---------------------------------- |
| 1985 | Doña Lupe (scurt)                                                  | Da      | Da        |            | Da                  |                                    |
| 1985 | Doña Herlinda y su Hijo (Doña Herlinda and Her Son)                |         |           |            | Da                  |                                    |
| 1987 | Geometría (short)                                                  | Da      | Da        | Da         |                     |                                    |
| 1993 | Cronos                                                             | Da      | Da        |            |                     | Rol: Omul ce plimbă câinele        |
| 1997 | Mimic                                                              | Da      | Da        |            |                     |                                    |
| 1998 | Un Embrujo (Under a Spell)                                         |         |           | Da         |                     |                                    |
| 2000 | Bullfighter                                                        |         |           |            |                     | Role: Bullboy #2                   |
| 2001 | El Espinazo del Diablo (The Devil's Backbone)                      | Da      | Da        |            | Da                  |                                    |
| 2002 | Asesino en Serio (I Murder Seriously)                              |         |           |            | Da                  |                                    |
| 2002 | Blade II                                                           | Da      |           |            |                     |                                    |
| 2004 | Crónicas                                                           |         |           | Da         |                     |                                    |
| 2004 | Hellboy                                                            | Da      | Da        |            |                     | Rolul: Guy Dressed as Dragon       |
| 2006 | Hellboy: Sword of Storms                                           |         |           |            |                     |                                    |
| 2006 | El Laberinto del Fauno (Pan's Labyrinth)                           | Da      | Da        | Da         |                     |                                    |
| 2007 | Hellboy: Blood and Iron                                            |         |           |            |                     |                                    |
| 2007 | El Orfanato (The Orphanage)                                        |         |           |            | Da                  |                                    |
| 2007 | Hellboy: Iron Shoes (scurt)                                        |         |           |            |                     | Producător de creație              |
| 2007 | Diary of the Dead                                                  |         |           |            |                     | Voce: Newsreader (necreditat)      |
| 2008 | Cosas Insignificantes (Insignificant Things)                       |         |           | Da         |                     |                                    |
| 2008 | Hellboy II: The Golden Army                                        | Da      | Da        |            |                     | Voce: vocea creaturii (necreditat) |
| 2008 | Quantum of Solace                                                  |         |           |            |                     | Voce                               |
| 2008 | While She Was Out                                                  |         |           |            | Da                  |                                    |
| 2008 | Rudo y Cursi                                                       |         |           | Da         |                     |                                    |
| 2009 | Rabia (Rage)                                                       |         |           | Da         |                     |                                    |
| 2009 | Splice                                                             |         |           |            | Da                  |                                    |
| 2010 | Biutiful                                                           |         |           |            |                     | Producător asociat                 |
| 2010 | Los Ojos de Julia (Julia's Eyes)                                   |         |           | Da         |                     |                                    |
| 2010 | Megamind                                                           |         |           |            |                     | Consultant creativ                 |
| 2011 | Kung Fu Panda 2                                                    |         |           |            | Da                  | Consultant creativ                 |
| 2011 | Cowboys & Aliens                                                   |         |           |            |                     | Consultant creativ (necreditat)    |
| 2011 | Don't Be Afraid of the Dark                                        |         | Da        | Da         |                     | Voce: Vocea creaturii              |
| 2011 | Puss in Boots                                                      |         |           |            | Da                  | Voce: Moustache Man / Comandante   |
| 2012 | The Captured Bird (scurt)                                          |         |           |            | Da                  |                                    |
| 2012 | Rise of the Guardians                                              |         |           |            | Da                  |                                    |
| 2012 | The Hobbit: An Unexpected Journey                                  |         | Da        |            |                     |                                    |
| 2012 | El Santos vs. La Tetona Mendoza (The Santos vs. The Busty Mendoza) |         |           |            |                     | Rol de voce: Gamborimbo Punx       |
| 2013 | Mama                                                               |         |           |            | Da                  |                                    |
| 2013 | Pacific Rim                                                        | Da      | Da        | Da         |                     |                                    |
| 2013 | The Hobbit: The Desolation of Smaug                                |         | Da        |            |                     |                                    |
| 2014 | The Book of Life                                                   |         |           | Da         |                     |                                    |
| 2014 | The Hobbit: The Battle of the Five Armies                          |         | Da        |            |                     |                                    |
| 2015 | Crimson Peak                                                       | Da      | Da        | Da         |                     |                                    |
| 2015 | Kung Fu Panda 3                                                    |         |           |            | Da                  |                                    |
| 2017 | The Shape of Water                                                 | Da      | Da        | Da         |                     |                                    |
| 2018 | Pacific Rim Uprising                                               | Da      | Da        | Da         |                     |                                    |

## Televiziune
| An        | Titlu                             | Regizor | Producător | Scenarist | Note |
| --------- | --------------------------------- | ------- | ---------- | --------- | --- |
| 1986–1989 | La Hora Marcada                   | Da      |            | Da        | Scenarizarea și regizarea episoadelor: "Hamburguesas", "Caminos de Ayer", "Con Todo para Llevar", "Invasión" Episod regizat: "Les Gourmets" |
| 2012      | It's Always Sunny in Philadelphia |         |            |           | Rol: Pappy McPoyle Episodul: "The Maureen Ponderosa Wedding Massacre"                                                                       |
| 2013      | The Simpsons                      | Da      |            |           | Regizat episodul: "Treehouse of Horror XXIV"                                                                                                |
| 2014      | The Strain                        | Da      |            | Da        | Co-creator și producător executiv A scenarizat și regizat episodul: "Night Zero"                                                            |

## Jocuri video
| An       | Titlu                        | Regizor | Producător | Scenarist | Altele | Note                  |
| -------- | ---------------------------- | ------- | ---------- | --------- | ------ | --------------------- |
| Nelansat | Sundown                      |         |            |           | Da     | Co-developer (anulat) |
| 2008     | Hellboy: The Science of Evil |         |            | Da        | Da     |                       |
| TBA      | Insane                       | Da      | Da         | Da        |        |                       |
| TBA      | Silent Hills                 |         |            |           |        |                       |

## Publicații
| An   | Titlu             |
| ---- | ----------------- |
| 2009 | The Strain        |
| 2010 | The Fall          |
| 2011 | The Night Eternal |

## Premii și nominalizări
| An   | Premiu                                                         | Categorie                                                     | Titlu                               | Rezultat     |
| ---- | -------------------------------------------------------------- | ------------------------------------------------------------- | ----------------------------------- | ------------ |
| 1993 | Festivalul de Film de la Cannes                                | Mercedes-Benz Award                                           | Cronos                              | Câștigat     |
| 1993 | Ariel Award                                                    | Golden Ariel                                                  | Cronos                              | Câștigat     |
| 1993 | Ariel Award                                                    | Best Direction                                                | Cronos                              | Câștigat     |
| 1993 | Ariel Award                                                    | Best Screenplay                                               | Cronos                              | Câștigat     |
| 1993 | Ariel Award                                                    | Best Original Story                                           | Cronos                              | Câștigat     |
| 1993 | Ariel Award                                                    | Best First Work                                               | Cronos                              | Câștigat     |
| 1993 | Moscow International Film Festival                             | Golden St. George                                             | Cronos                              | Nominalizare |
| 1993 | Havana Film Festival                                           | Best First Work                                               | Cronos                              | Câștigat     |
| 1993 | Sitges Film Festival                                           | Best Film                                                     | Cronos                              | Nominalizare |
| 1993 | Sitges Film Festival                                           | Best Screenplay                                               | Cronos                              | Câștigat     |
| 1994 | Brussels International Fantastic Film Festival                 | Silver Raven                                                  | Cronos                              | Câștigat     |
| 1995 | Association of Latin Entertainment Critics Award               | Best First Work                                               | Cronos                              | Câștigat     |
| 1997 | Sitges Film Festival                                           | Best Film                                                     | Mimic                               | Nominalizare |
| 1998 | ALMA Award                                                     | Outstanding Latino Director of a Feature Film                 | Mimic                               | Nominalizare |
| 1998 | Saturn Award                                                   | Best Writing                                                  | Mimic                               | Nominalizare |
| 2002 | Sitges Film Festival                                           | Time-Machine Honorary Award                                   | Time-Machine Honorary Award         | Câștigat     |
| 2004 | Imagen Award                                                   | Creative Achievement Award                                    | Creative Achievement Award          | Câștigat     |
| 2004 | Imagen Award                                                   | Best Director - Film                                          | Hellboy                             | Câștigat     |
| 2005 | Bram Stoker Award                                              | Best Screenplay                                               | Hellboy                             | Nominalizare |
| 2005 | Chainsaw Award                                                 | Best Screenplay                                               | Hellboy                             | Nominalizare |
| 2006 | Cannes Film Festival                                           | Golden Palm                                                   | Pan's Labyrinth                     | Nominalizare |
| 2006 | Gotham Award                                                   | World Cinema Tribute Award                                    | World Cinema Tribute Award          | Câștigat     |
| 2006 | Austin Film Critics Association Awards                         | Best Foreign Film                                             | Pan's Labyrinth                     | Câștigat     |
| 2006 | Dublin Film Critics Circle Award                               | Best Director                                                 | Pan's Labyrinth                     | Nominalizare |
| 2007 | Premiul Oscar                                                  | Best Original Screenplay                                      | Pan's Labyrinth                     | Nominalizare |
| 2007 | Premiile BAFTA                                                 | BAFTA Award for Best Foreign Film                             | Pan's Labyrinth                     | Câștigat     |
| 2007 | Independent Spirit Award                                       | Best Film                                                     | Pan's Labyrinth                     | Nominalizare |
| 2007 | Empire Award                                                   | Best Director                                                 | Pan's Labyrinth                     | Nominalizare |
| 2007 | Ariel Award                                                    | Best Direction                                                | Pan's Labyrinth                     | Câștigat     |
| 2007 | Austin Film Critics Association Awards                         | Best Film                                                     | Pan's Labyrinth                     | Nominalizare |
| 2007 | Austin Film Critics Association Awards                         | Best Original Screenplay                                      | Pan's Labyrinth                     | Câștigat     |
| 2007 | Fantasporto                                                    | Best International Fantasy Film Award                         | Pan's Labyrinth                     | Câștigat     |
| 2007 | Film Critics Circle of Australia Award                         | Best Foreign Language Film                                    | Pan's Labyrinth                     | Nominalizare |
| 2007 | London Critics Circle Film Award                               | Director of the Year                                          | Pan's Labyrinth                     | Nominalizare |
| 2007 | London Critics Circle Film Award                               | London Film Critics Circle Award for Screenwriter of the Year | Pan's Labyrinth                     | Nominalizare |
| 2007 | National Society of Film Critics Award                         | Best Director                                                 | Pan's Labyrinth                     | Nominalizare |
| 2007 | Online Film Critics Society Award                              | Best Director                                                 | Pan's Labyrinth                     | Nominalizare |
| 2007 | Online Film Critics Society Award                              | Best Original Screenplay                                      | Pan's Labyrinth                     | Câștigat     |
| 2007 | Palm Springs International Film Festival                       | Best Foreign Language Film                                    | Pan's Labyrinth                     | Câștigat     |
| 2007 | Association of Latin Entertainment Critics Award               | Best Film                                                     | Pan's Labyrinth                     | Câștigat     |
| 2007 | Premiul Goya                                                   | Best Director                                                 | Pan's Labyrinth                     | Nominalizare |
| 2007 | Premiul Goya                                                   | Best Original Screenplay                                      | Pan's Labyrinth                     | Câștigat     |
| 2007 | Imagen Award                                                   | Best Director - Film                                          | Pan's Labyrinth                     | Câștigat     |
| 2007 | Premiul Saturn                                                 | Best Director                                                 | Pan's Labyrinth                     | Nominalizare |
| 2007 | Premiul Saturn                                                 | Best Writing                                                  | Pan's Labyrinth                     | Nominalizare |
| 2007 | Hugo Award                                                     | Hugo Award for Best Dramatic Presentation                     | Pan's Labyrinth                     | Nominalizare |
| 2008 | Bodil Award                                                    | Bodil Award for Best Non-American Film                        | Pan's Labyrinth                     | Câștigat     |
| 2008 | Nebula Award                                                   | Best Script                                                   | Pan's Labyrinth                     | Câștigat     |
| 2008 | Empire Award                                                   | Inspiration Award                                             | Inspiration Award                   | Nominalizare |
| 2008 | Premiul Saturn                                                 | The George Pal Memorial Award                                 | The George Pal Memorial Award       | Câștigat     |
| 2009 | Hugo Award                                                     | Hugo Award for Best Dramatic Presentation                     | Hellboy II: The Golden Army         | Nominalizare |
| 2009 | Chainsaw Award                                                 | Best Screenplay                                               | Hellboy II: The Golden Army         | Nominalizare |
| 2013 | Hugo Award                                                     | Hugo Award for Best Dramatic Presentation                     | The Hobbit: An Unexpected Journey   | Nominalizare |
| 2013 | Hollywood Film Festival                                        | Hollywood Movie Award                                         | Pacific Rim                         | Nominalizare |
| 2014 | Hugo Award                                                     | Hugo Award for Best Dramatic Presentation                     | Pacific Rim                         | Nominalizare |
| 2014 | Ray Bradbury Award                                             | Outstanding Dramatic Presentation                             | Pacific Rim                         | Nominalizare |
| 2014 | Premiul Saturn                                                 | Best Director                                                 | Pacific Rim                         | Nominalizare |
| 2014 | Premiul Saturn                                                 | Best Writing                                                  | The Hobbit: The Desolation of Smaug | Nominalizare |
| 2014 | Annie Award                                                    | Storyboarding in a Television Production                      | The Simpsons                        | Nominalizare |
| 2018 | Premiul Oscar                                                  | Cel mai bun regizor                                           | The Shape of Water                  | Câștigat     |
| 2018 | Premiul Oscar                                                  | Cel mai bun scenariu original                                 | The Shape of Water                  | Nominalizare |
| 2018 | Premiile BAFTA                                                 | Cel mai bun regizor                                           | The Shape of Water                  | Câștigat     |
| 2018 | Globul de Aur                                                  | Cel mai bun regizor                                           | The Shape of Water                  | Câștigat     |
| 2018 | Globul de Aur                                                  | Cel mai bun scenariu                                          | The Shape of Water                  | Nominalizare |
| 2018 | Expoziția Internațională de Artă Cinematografică de la Veneția | Leul de Aur                                                   | The Shape of Water                  | Câștigat     |